# Rotileștii Mari, Vrancea
Rotileștii Mari (în trecut, Rotilești) este un sat în comuna Câmpuri din județul Vrancea, Moldova, România. Se află în Depresiunea Câmpuri-Răcoasa, pe malul drept al râului Șușița, vis-a-vis de satul Rotileștii Mici.